# Grupo de Ataque de Portaaviones 15
El Grupo de Ataque de Portaaviones 15, abreviado CSG-15 o CARSTRKGRU 15, era uno de los 14 grupos de ataque de portaaviones de la Armada de Estados Unidos creado el 1 de octubre de 2004. Los grupos de ataque de portaaviones de la Armada de Estados Unidos son usados en una variedad de roles, todos los cuales involucran el ganar y mantener el  control del mar.
Inicialmente el Grupo de Ataque de Portaaviones Quince estaba basado en la Base Naval de Norfolk en Virginia, Estados Unidos, previo al cambio de su puerto base a la Base Aeronaval de North Island, California, donde el portaaviones de propulsión nuclear clase Nimitz USS Ronald Reagan (CVN-76) estaba asignado como su Portaaviones

## Resumen
El comandante del Grupo de Ataque de Portaaviones Quince (en inglés: Commander Carrier Strike Group Fifteen, COMCARSTRKGRU 15) sirve como el Superior al Mando Inmediato (en inglés: Immediate Superior-in-Command, ISIC) para los buques y unidades asignadas al Grupo de Ataque de Portaaviones Quince. Actuando como un Comandante Operacional, el COMCARSTRKGRU 15 ejerce la supervisión del entrenamiento a nivel de unidad, el entrenamiento integrado y el alistamiento de todos los buques y unidades asignados al grupo, así como la mantención de las funciones administrativas y el seguimiento del grado de alistamiento del material en los buques y escuadrones asignados al grupo.

## Viaje por América del Sur en el 2004

### Ejercicios y visitas a puertos

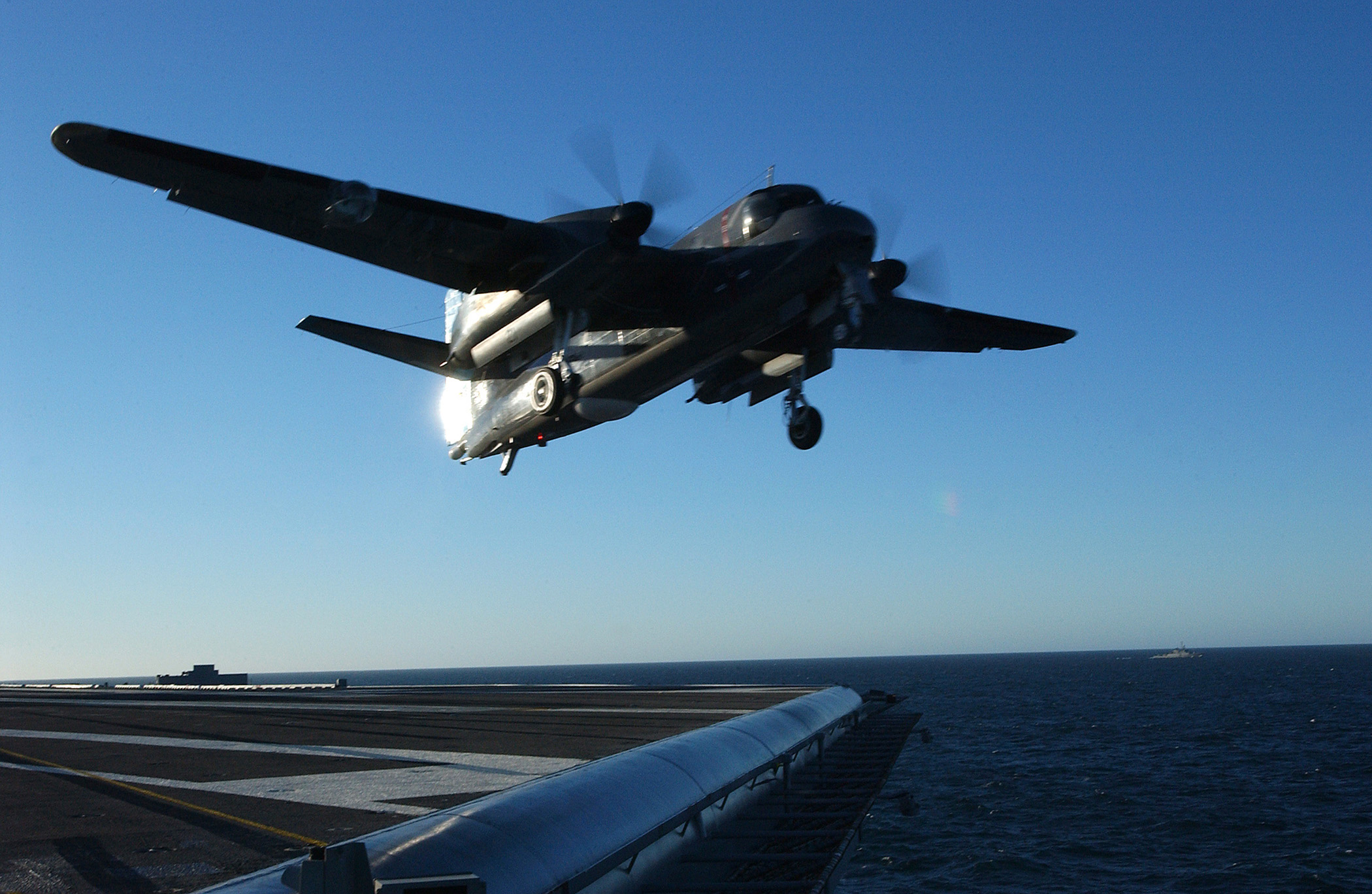
Ejercicio Gringo-Gaucho.

Durante su transferencia a la flota del Pacífico, el portaaviones Reagan y los aviones embarcados, pertenecientes a la CVW-11, participaron en varios ejercicios navales bilaterales y multilaterales. El 17 de junio de 2004, dos cazas Super Étendard y tres antisubmarinos S-2T Turbo Tracker pertenecientes a la Armada Argentina realizaron ejercicios de toque y despegue en la cubierta de vuelo del Reagan durante los  ejercicios Gringo-Gaucho. El Grupo de Ataque de Portaaviones Reagan también participó en el ejercicio SIFOREX (Silent Forces, en castellano: Fuerzas Silentes) con la  Armada Peruana previo a la visita del puerto de Callao, Perú, el 9 de julio de 2004.
En términos de tamaño, el ejercicio naval más significativo en donde participó el Grupo de Ataque de Portaaviones Ronald Reagan fue la UNITAS 45-04, el ejercicio naval multinacional más grande llevado a cabo en Latinoamérica. Junto con el Reagan y el Ala Aérea Embarcada Once (CVW-11) participaron en este ejercicio el  crucero lanzamisiles Thomas S. Gates, el buque de desembarco anfibio Tortuga, y los  destructores lanzamisiles Mustin y Benfold.

### Cambio de mando

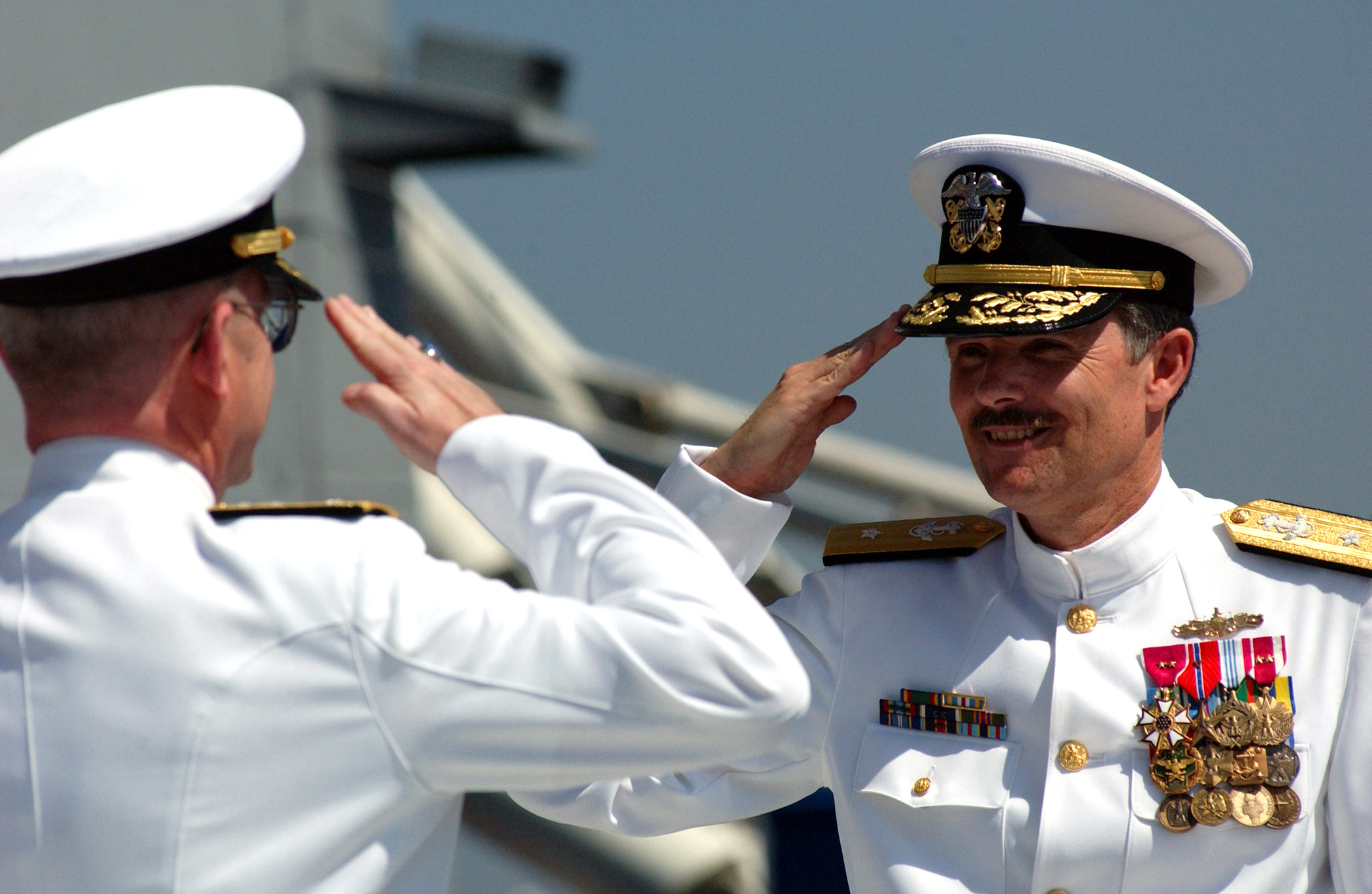
El almirante Robert J. Cox

El 6 de agosto de 2004, el contraalmirante Robert J. Cox relevó al contraalmirante Robert T. Moeller como comandante del Grupo de Destructores-Cruceros Uno (en inglés: Commander Cruiser-Destroyer Group One, CCDG-1) y su Grupo de Ataque de Portaaviones Ronald Reagan en una ceremonia de cambio de mando realizada en la cubierta de vuelo del portaaviones USS Ronald Reagan (CVN-76). La siguiente designación del almirante Moeller fue como Director, Planes y Políticas (en inglés: Director, Plans and Policy, J-5) en el Comando Central de Estados Unidos (en inglés: U.S. Central Command, CENTCOM).
El 1 de octubre de 2004, el Comandante del Grupo de Destructores-Cruceros Uno fue redesignado como Grupo de Ataque de Portaaviones Quince.

## Operaciones en el 2005
El 11 de enero de 2005, el portaaviones Ronald Reagan zarpó de San Diego para realizar operaciones de rutina y para transportar dos aparatos VRC-30 C-2A Greyhound para ser usados en apoyo de la Operación Unified Assistance. Después de 12 días de navegación, el Reagan realizó una visita de tres días al puerto de Hawái desde el 22 de enero.
El 21 de marzo de 2005, el Grupo de Ataque de Portaaviones Quince fue desbandado, y el Reagan fue reasignado como buque insignia del Grupo de Ataque de Portaaviones Siete.